# Список тепловых электростанций России
Список тепловых электростанций России — список действующих тепловых электростанций (ТЭС) России, установленная мощность которых составляет 25 МВт и выше. Список сгруппирован по региональному признаку.
Состав и установленная мощность приводится в соответствии со Схемами и программами развития региональных энергосистем, которые ежегодно разрабатываются и утверждаются в соответствии с Постановлением Правительства РФ от 17.10.2009 № 823 «О схемах и программах перспективного развития электроэнергетики».
По данным СО ЕЭС — системного оператора единой электроэнергетической системы России — суммарная установленная электрическая мощность тепловых электростанций ЕЭС России на 1 января 2018 года составляла 162,8 ГВт или 67,9 % от суммарной установленной мощности электростанций; на 1 января 2020 года — 164,6 ГВт или 66,82 % от суммарной установленной мощности электростанций; на 1 января 2024 года — 163,7 ГВт или 65,98 % от суммарной установленной мощности электростанций.

## ОЭС Центра
По данным СО ЕЭС, мощность тепловых электростанций ОЭС Центра на 1 января 2018 года составляет 37 689,7 МВт или 71,0 % от установленной мощности электростанций энергосистемы Центра.
| №  | Название                                     | Установленная мощность, МВт | Тепловая мощность, Гкал/ч | Тип установки | Собственник                              | Регион               | Основное топливо              | Источник |
| -- | -------------------------------------------- | --------------------------- | ------------------------- | ------------- | ---------------------------------------- | -------------------- | ----------------------------- | -------- |
| 1  | Белгородская ТЭЦ                             | 60                          | 360,4                     | ГТУ           | ПАО «Квадра»                             | Белгородская область | Природный газ                 | ✓        |
| 2  | ГТ ТЭЦ «Луч»                                 | 60                          | 62,4                      | ГТУ           | ПАО «Квадра»                             | Белгородская область | Природный газ                 | ✓        |
| 3  | Мичуринская ГТ-ТЭЦ                           | 36                          | 80                        | ГТУ           | АО «ГТ Энерго»                           | Белгородская область | Природный газ                 | ✓        |
| 4  | Владимирская ТЭЦ-2                           | 596                         | 1176,1                    | ПТУ, ПГУ      | ПАО «Т Плюс»                             | Владимирская область | Природный газ                 | ✓        |
| 5  | Череповецкая ГРЭС                            | 450                         | 39                        | ПГУ           | ПАО «ОГК-2»                              | Вологодская область  | Природный газ                 | ✓        |
| 6  | Вологодская ТЭЦ                              | 132,1                       | 652                       | ПТУ, ПГУ      | ПАО «ТГК-2»                              | Вологодская область  | Природный газ                 | ✓        |
| 7  | ТЭЦ ПВС                                      | 311                         |                           |               | ПАО «Северсталь»                         | Вологодская область  | Природный газ                 | ✓        |
| 8  | ТЭЦ ЭВС-2                                    | 160                         |                           |               | ПАО «Северсталь»                         | Вологодская область  | Природный газ                 | ✓        |
| 9  | ТЭЦ ФосАгро-Череповец                        | 102                         |                           |               | АО «Апатит»                              | Вологодская область  | Природный газ                 | ✓        |
| 10 | ГТЭС ФосАгро-Череповец                       | 57                          |                           |               | АО «Апатит»                              | Вологодская область  | Природный газ                 | ✓        |
| 11 | Красавинская ГТ ТЭЦ                          | 63,8                        | 57                        | ПГУ           | ГЭП «Вологдаоблкоммунэнерго»             | Вологодская область  | Природный газ                 | ✓        |
| 12 | Воронежская ТЭЦ-1                            | 357,6                       | 1361                      | ПТУ, ПГУ      | ПАО «Квадра»                             | Воронежская область  | Природный газ                 | ✓        |
| 13 | Воронежская ТЭЦ-2                            | 127                         | 785                       | ПТУ, ПГУ      | ПАО «Квадра»                             | Воронежская область  | Природный газ                 | ✓        |
| 14 | Ивановская ТЭЦ-3                             | 330                         | 1076                      | ПТУ           | ПАО «Т Плюс»                             | Ивановская область   | Природный газ, уголь          | ✓        |
| 15 | Ивановская ТЭЦ-2                             | 200                         | 943,1                     | ПТУ           | ПАО «Т Плюс»                             | Ивановская область   | Природный газ                 | ✓        |
| 16 | Ивановские ПГУ                               | 325                         | 79,1                      | ПГУ           | АО «Интер РАО — Электрогенерация»        | Ивановская область   | Природный газ                 | ✓        |
| 17 | Испытательный стенд Ивановской ГРЭС          | 110                         |                           |               | АО «Испытательный Стенд Ивановской ГРЭС» | Ивановская область   | Природный газ                 | ✓        |
| 18 | ТЭЦ ОАО «КТЗ»                                | 43                          |                           |               | ОАО «Калужский турбинный завод»          | Калужская область    | Природный газ                 | ✓        |
| 19 | Калужская ТЭЦ                                | 41,8                        | 110,1                     | ПТУ, ГТУ      | ПАО «Квадра»                             | Калужская область    | Природный газ                 | ✓        |
| 20 | Костромская ГРЭС                             | 3720                        | 450                       | ПТУ           | АО «Интер РАО — Электрогенерация»        | Костромская область  | Природный газ                 | ✓        |
| 21 | Костромская ТЭЦ-2                            | 170                         | 611                       | ПТУ           | ПАО «ТГК-2»                              | Костромская область  | Природный газ                 | ✓        |
| 22 | Костромская ТЭЦ-1                            | 33                          | 450                       | ПТУ           | ПАО «ТГК-2»                              | Костромская область  | Природный газ                 | ✓        |
| 23 | Курская ТЭЦ-1                                | 125                         | 904                       | ПТУ           | ПАО «Квадра»                             | Курская область      | Природный газ                 | ✓        |
| 24 | Курская ТЭЦ СЗР                              | 116,9                       | 710                       | ПГУ           | ПАО «Квадра»                             | Курская область      | Природный газ                 | ✓        |
| 25 | Липецкая ТЭЦ-2                               | 515                         | 1002                      | ПТУ           | ПАО «Квадра»                             | Липецкая область     | Природный газ                 | ✓        |
| 26 | ТЭЦ НЛМК                                     | 332                         |                           |               | ПАО «НЛМК»                               | Липецкая область     | Доменный газ, природный газ   | ✓        |
| 27 | УТЭЦ НЛМК                                    | 150                         |                           |               | ПАО «НЛМК»                               | Липецкая область     | Доменный газ                  | ✓        |
| 28 | ТЭЦ-26                                       | 1840,9                      | 4214                      | ПТУ, ПГУ      | ПАО «Мосэнерго»                          | Москва               | Природный газ                 | ✓        |
| 29 | ТЭЦ-21                                       | 1765                        | 4918                      | ПТУ, ПГУ      | ПАО «Мосэнерго»                          | Москва               | Природный газ                 | ✓        |
| 30 | ТЭЦ-23                                       | 1420                        | 4530                      | ПТУ           | ПАО «Мосэнерго»                          | Москва               | Природный газ                 | ✓        |
| 31 | ТЭЦ-25                                       | 1370                        | 4088                      | ПТУ           | ПАО «Мосэнерго»                          | Москва               | Природный газ                 | ✓        |
| 32 | ТЭЦ-20                                       | 1110                        | 2557                      | ПТУ, ПГУ      | ПАО «Мосэнерго»                          | Москва               | Природный газ                 | ✓        |
| 33 | ТЭЦ-16                                       | 651                         | 1408                      | ПТУ, ПГУ      | ПАО «Мосэнерго»                          | Москва               | Природный газ                 | ✓        |
| 34 | ТЭЦ-12                                       | 611,6                       | 1914                      | ПТУ, ПГУ      | ПАО «Мосэнерго»                          | Москва               | Природный газ                 | ✓        |
| 35 | ТЭЦ-8                                        | 580                         | 1892                      | ПТУ           | ПАО «Мосэнерго»                          | Москва               | Природный газ                 | ✓        |
| 36 | ТЭЦ-11                                       | 330                         | 1011                      | ПТУ           | ПАО «Мосэнерго»                          | Москва               | Природный газ                 | ✓        |
| 37 | ТЭЦ-9                                        | 274,8                       | 575                       | ГТУ           | ПАО «Мосэнерго»                          | Москва               | Природный газ                 | ✓        |
| 38 | ТЭС «Международная»                          | 236                         | 420                       | ПГУ           | ООО «Ситиэнерго»                         | Москва               | Природный газ                 | ✓        |
| 39 | ГТЭС «Терёшково»                             | 170                         | 150                       | ПГУ           | ООО «Росмикс»                            | Москва               | Природный газ                 | ✓        |
| 40 | ГТЭС «Коломенское»                           | 135,9                       | 171                       | ГТУ           | ООО «ВТК-инвест»                         | Москва               | Природный газ                 | ✓        |
| 41 | ГТЭС «Внуково»                               | 90                          | 260                       | ГТУ           | КП «МЭД»                                 | Москва               | Природный газ                 | ✓        |
| 42 | ГЭС-1                                        | 76                          | 691                       | ПТУ           | ПАО «Мосэнерго»                          | Москва               | Природный газ                 | ✓        |
| 43 | Шатурская ГРЭС                               | 1500                        | 344,3                     | ПТУ, ПГУ      | ПАО «Юнипро»                             | Московская область   | Природный газ                 | ✓        |
| 44 | ТЭЦ-22                                       | 1070                        | 3276                      | ПТУ           | ПАО «Мосэнерго»                          | Московская область   | Каменный уголь, природный газ | ✓        |
| 45 | ТЭЦ-27                                       | 1060                        | 1876                      | ПТУ, ПГУ      | ПАО «Мосэнерго»                          | Московская область   | Природный газ                 | ✓        |
| 46 | ГРЭС-3 им. Р.Э. Классона                     | 532,3[уточнить]             | 244,9                     | ПТУ, ГТУ      | ПАО «Мосэнерго»                          | Московская область   | Природный газ                 | ✓        |
| 47 | ТЭЦ-17 Мосэнерго                             | 117                         | 547                       | ПТУ           | ПАО «Мосэнерго»                          | Московская область   | Природный газ                 | ✓        |
| 48 | ТЭЦ АО «Воскресенские минеральные удобрения» | 36                          |                           |               | АО «Воскресенские минеральные удобрения» | Московская область   | Природный газ                 | ✓        |
| 49 | Ливенская ТЭЦ                                | 36                          | 221,7                     | ПТУ, ГТУ      | ПАО «Квадра»                             | Орловская область    | газ                           | ✓        |
| 50 | Орловская ТЭЦ                                | 330                         | 725                       | ПТУ           | ПАО «Квадра»                             | Орловская область    | газ                           | ✓        |
| 51 | Дягилевская ТЭЦ                              | 223,6                       | 421                       | ПТУ, ПГУ      | ПАО «Квадра»                             | Рязанская область    | газ                           | ✓        |
| 52 | Ново-Рязанская ТЭЦ                           | 430                         | 1458,26                   | ПТУ, ПГУ      | ООО «Ново-Рязанская ТЭЦ»                 | Рязанская область    | газ                           | ✓        |
| 53 | Рязанская ГРЭС                               | 3020                        | 212,5                     | ПТУ, ПГУ      | ПАО «ОГК-2»                              | Рязанская область    | газ, уголь                    | ✓        |
| 54 | Дорогобужская ТЭЦ                            | 90                          | 242,2                     | ПТУ, ГТУ      | ООО «Дорогобужская ТЭЦ»                  | Смоленская область   | газ, уголь                    | ✓        |
| 55 | Смоленская ГРЭС                              | 630                         | 66                        | ПТУ           | ПАО «Юнипро»                             | Смоленская область   | газ, уголь                    | ✓        |
| 56 | Смоленская ТЭЦ-2                             | 275                         | 774                       | ПТУ           | ПАО «Квадра»                             | Смоленская область   | газ                           | ✓        |
| 57 | Тамбовская ТЭЦ                               | 235                         | 947                       | ПТУ           | ПАО «Квадра»                             | Тамбовская область   | газ                           | ✓        |
| 58 | Конаковская ГРЭС                             | 2520                        | 120                       | ПТУ           | ПАО «Энел Россия»                        | Тверская область     | газ                           | ✓        |
| 59 | Тверская ТЭЦ-3                               | 170                         | 694                       | ПТУ           | ООО «Тверская генерация»                 | Тверская область     | газ, уголь                    | ✓        |
| 60 | Тверская ТЭЦ-4                               | 88                          | 620                       | ПТУ           | ООО «Тверская генерация»                 | Тверская область     | газ, торф                     | ✓        |
| 61 | Алексинская ТЭЦ                              | 157                         | 231                       | ПТУ, ПГУ      | ПАО «Квадра»                             | Тульская область     | газ                           | ✓        |
| 62 | Ефремовская ТЭЦ                              | 160                         | 520                       | ПТУ           | ПАО «Квадра»                             | Тульская область     | газ                           | ✓        |
| 63 | Новомосковская ГРЭС                          | 233,65                      | 302,4                     | ПТУ, ПГУ      | ПАО «Квадра»                             | Тульская область     | газ                           | ✓        |
| 64 | Первомайская ТЭЦ                             | 125                         | 674                       | ПТУ           | ООО ОХК «Щёкиноазот»                     | Тульская область     | газ                           | ✓        |
| 65 | ТЭЦ-ПВС ПАО «Тулачермет»                     | 101,5                       |                           |               | ПАО «Тулачермет»                         | Тульская область     | газ, газ доменный             | ✓        |
| 66 | Черепетская ГРЭС                             | 450                         | 172                       | ПТУ           | АО «Интер РАО — Электрогенерация»        | Тульская область     | уголь                         | ✓        |
| 67 | Щекинская ГРЭС                               | 400                         | 78                        | ПТУ           | ООО «Щёкинская ГРЭС»                     | Тульская область     | газ                           | ✓        |
| 68 | Ярославская ТЭЦ-1                            | 81                          | 474                       | ПТУ           | ПАО «ТГК-2»                              | Ярославская область  | газ                           | ✓        |
| 69 | Ярославская ТЭЦ-2                            | 245                         | 900                       | ПТУ           | ПАО «ТГК-2»                              | Ярославская область  | газ, уголь                    | ✓        |
| 70 | Ярославская ТЭЦ-3                            | 260                         | 1308                      | ПТУ           | ПАО «ТГК-2»                              | Ярославская область  | газ                           | ✓        |
| 71 | Ярославская ТЭС                              | 463,9                       | 295,7                     | ПГУ           | ООО «Хуадян-Тенинская ТЭЦ»               | Ярославская область  | газ                           | ✓        |
| 72 | Тутаевская ПГУ                               | 52                          |                           | ПГУ           | АО «Тутаевская ПГУ»                      | Ярославская область  | газ                           | ✓        |

1. ↑  Включая ГРЭС-24 мощностью 310 МВт

## ОЭС Средней Волги
По данным СО ЕЭС мощность тепловых электростанций ОЭС Средней Волги на 1 января 2018 года составляет 16 111,8 МВт или 59,2 % от установленной мощности электростанций энергосистемы Средней Волги.
| №  | Название                             | Установленная мощность, МВт | Тепловая мощность, Гкал/ч | Тип установки | Собственник                                    | Регион                | Основное топливо        | Источник |
| -- | ------------------------------------ | --------------------------- | ------------------------- | ------------- | ---------------------------------------------- | --------------------- | ----------------------- | -------- |
| 1  | Йошкар-Олинская ТЭЦ-2                | 195                         | 660                       | ПТУ           | ПАО «Т Плюс»                                   | Республика Марий Эл   | газ                     | ✓        |
| 2  | ТЭЦ АО «МЦБК»                        | 54                          | 27                        | ПТУ           | АО «МЦБК»                                      | Республика Марий Эл   | газ                     | ✓        |
| 3  | Новокуйбышевская ТЭЦ-1               | 339,5                       | 460                       | ПТУ, ГТУ      | ПАО «Т Плюс»                                   | Самарская область     | газ                     | ✓        |
| 4  | Новокуйбышевская ТЭЦ-2               | 340                         | 867                       | ПТУ           | АО «Новокуйбышевская нефтехимическая компания» | Самарская область     | газ                     | ✓        |
| 5  | ТЭЦ ВАЗа                             | 1172                        | 3903                      | ПТУ           | ПАО «Т Плюс»                                   | Самарская область     | газ                     | ✓        |
| 6  | Тольяттинская ТЭЦ                    | 585                         | 2173                      | ПТУ           | ПАО «Т Плюс»                                   | Самарская область     | газ                     | ✓        |
| 7  | Безымянская ТЭЦ                      | 48,7                        | 1103,7                    | ПТУ           | ПАО «Т Плюс»                                   | Самарская область     | газ                     | ✓        |
| 8  | Самарская ТЭЦ                        | 440                         | 1954                      | ПТУ           | ПАО «Т Плюс»                                   | Самарская область     | газ                     | ✓        |
| 9  | Сызранская ТЭЦ                       | 372,4                       | 765                       | ПТУ, ПГУ      | ПАО «Т Плюс»                                   | Самарская область     | газ                     | ✓        |
| 10 | Саратовская ТЭЦ-5                    | 445                         | 1239                      | ПТУ           | ПАО «Т Плюс»                                   | Саратовская область   | газ                     | ✓        |
| 11 | Балаковская ТЭЦ-4                    | 370                         | 1052                      | ПТУ           | ПАО «Т Плюс»                                   | Саратовская область   | газ                     | ✓        |
| 12 | Энгельсская ТЭЦ-3                    | 80                          | 364                       | ПТУ           | ПАО «Т Плюс»                                   | Саратовская область   | газ                     | ✓        |
| 13 | ТЭЦ Балаковского филиала АО «Апатит» | 49                          |                           |               | АО «Апатит»                                    | Саратовская область   | вторичные энергоресурсы | ✓        |
| 14 | Ульяновская ТЭЦ-1                    | 435                         | 2014                      | ПТУ           | ПАО «Т Плюс»                                   | Ульяновская область   | газ                     | ✓        |
| 15 | Ульяновская ТЭЦ-2                    | 417                         | 1401                      | ПТУ           | ПАО «Т Плюс»                                   | Ульяновская область   | газ                     | ✓        |
| 16 | Новочебоксарская ТЭЦ-3               | 351                         | 769                       | ПТУ           | ПАО «Т Плюс»                                   | Чувашская Республика  | газ                     | ✓        |
| 17 | Чебоксарская ТЭЦ-2                   | 460                         | 1329                      | ПТУ           | ПАО «Т Плюс»                                   | Чувашская Республика  | газ                     | ✓        |
| 18 | Саранская ТЭЦ-2                      | 280                         | 744                       | ПТУ           | ПАО «Т Плюс»                                   | Республика Мордовия   | газ                     | ✓        |
| 19 | ПГЭС Мордовцемент                    | 73                          | 26,5                      | ПГУ           | АО «Мордовцемент»                              | Республика Мордовия   | газ                     | ✓        |
| 20 | Заинская ГРЭС                        | 2204,9                      | 145                       | ПТУ           | АО «Татэнерго»                                 | Республика Татарстан  | газ                     | ✓        |
| 21 | Казанская ТЭЦ-1                      | 426                         | 542                       | ПТУ, ПГУ, ГТУ | АО «Татэнерго»                                 | Республика Татарстан  | газ                     | ✓        |
| 22 | Казанская ТЭЦ-2                      | 410                         | 876                       | ПТУ, ПГУ      | АО «Татэнерго»                                 | Республика Татарстан  | газ                     | ✓        |
| 23 | Казанская ТЭЦ-3                      | 789,6                       | 2390                      | ПТУ, ГТУ      | ОАО «ТГК-16»                                   | Республика Татарстан  | газ                     | ✓        |
| 24 | Набережночелнинская ТЭЦ              | 1180                        | 4092                      | ПТУ           | АО «Татэнерго»                                 | Республика Татарстан  | газ                     | ✓        |
| 25 | Нижнекамская ТЭЦ-1                   | 880                         | 3746                      | ПТУ           | ОАО «ТГК-16»                                   | Республика Татарстан  | газ                     | ✓        |
| 26 | Нижнекамская ТЭЦ-2                   | 724                         | 1580                      | ПТУ           | ООО «Нижнекамская ТЭЦ»                         | Республика Татарстан  | газ                     | ✓        |
| 27 | Нижнекамскнефтехим ТЭС               | 495                         | 120                       | ГТУ           | ПАО «Нижнекамскнефтехим»                       | Республика Татарстан  | газ                     | ✓        |
| 28 | Пензенская ТЭЦ-1                     | 310                         | 805                       | ПТУ           | ПАО «Т Плюс»                                   | Пензенская область    | газ                     | ✓        |
| 29 | Автозаводская ТЭЦ                    | 505                         | 1920                      | ПТУ           | ООО «Автозаводская ТЭЦ»                        | Нижегородская область | газ                     | ✓        |
| 30 | Дзержинская ТЭЦ                      | 565                         | 1334                      | ПТУ, ПГУ      | ПАО «Т Плюс»                                   | Нижегородская область | газ                     | ✓        |
| 31 | ТЭЦ ФКП «Завод им. Я.М. Свердлова»   | 36                          |                           |               | ФКП «Завод имени Я. М. Свердлова»              | Нижегородская область | газ                     | ✓        |
| 32 | Нижегородская ГРЭС                   | 112                         | 438                       | ПТУ           | АО «Волга»                                     | Нижегородская область | газ                     | ✓        |
| 33 | Сормовская ТЭЦ                       | 350                         | 646                       | ПТУ           | ПАО «Т Плюс»                                   | Нижегородская область | газ                     | ✓        |
| 34 | Новогорьковская ТЭЦ                  | 557                         | 626                       | ПТУ, ПГУ      | ПАО «Т Плюс»                                   | Нижегородская область | газ                     | ✓        |
| 35 | Саровская ТЭЦ                        | 96                          | 715                       | ПТУ           | ЗАО «Саровская Генерирующая Компания»          | Нижегородская область | газ                     | ✓        |

## ОЭС Урала
По данным СО ЕЭС суммарная установленная электрическая мощность тепловых электростанций ОЭС Урала на 1 января 2018 года составляет 49 238,05 МВт или 93,4 % от установленной мощности электростанций ОЭС Урала.
| №  | Название                                | Установленная мощность МВт | Собственник                                   | Регион                  | Основное топливо                 | Источник |
| -- | --------------------------------------- | -------------------------- | --------------------------------------------- | ----------------------- | -------------------------------- | -------- |
| 1  | Рефтинская ГРЭС                         | 3800                       | ОАО "Кузбасэнерго", ОГК-5                     | Свердловская область    | уголь                            | ✓        |
| 2  | Верхнетагильская ГРЭС                   | 1062,15                    | АО «Интер РАО — Электрогенерация»             | Свердловская область    | газ                              | ✓        |
| 3  | Среднеуральская ГРЭС                    | 1578,5                     | ПАО «Энел Россия»                             | Свердловская область    | газ                              | ✓        |
| 4  | Серовская ГРЭС                          | 451                        | ПАО «ОГК-2»                                   | Свердловская область    | газ                              | ✓        |
| 5  | Богословская ТЭЦ                        | 135,5                      | АО «Русал Урал»                               | Свердловская область    | газ                              | ✓        |
| 6  | Нижнетуринская ГРЭС                     | 484                        | ПАО «Т Плюс»                                  | Свердловская область    | газ                              | ✓        |
| 7  | Красногорская ТЭЦ                       | 121                        | АО «Русал Урал»                               | Свердловская область    | уголь                            | ✓        |
| 8  | Новосвердловская ТЭЦ                    | 557                        | ПАО «Т Плюс»                                  | Свердловская область    | газ                              | ✓        |
| 9  | Академическая ТЭЦ                       | 228                        | ПАО «Т Плюс»                                  | Свердловская область    | газ                              | ✓        |
| 10 | Качканарская ТЭЦ                        | 50                         | ОАО «ЕВРАЗ КГОК»                              | Свердловская область    | газ                              | ✓        |
| 11 | ТЭЦ НТМК                                | 149,9                      | ОАО «ЕВРАЗ НТМК»                              | Свердловская область    | газ, доменный газ                | ✓        |
| 12 | ТЭЦ УВЗ                                 | 108                        | АО «НПК Уралвагонзавод»                       | Свердловская область    | газ                              | ✓        |
| 13 | ТЭЦ ВИЗа                                | 70,5                       | ЗАО «Уралметпром»                             | Свердловская область    | газ                              | ✓        |
| 14 | Невьянская ТЭС                          | 26,19                      | АО «Невьянский цементник»                     | Свердловская область    | газ                              | ✓        |
| 15 | Троицкая ГРЭС                           | 836                        | ПАО «ОГК-2»                                   | Челябинская область     | уголь                            | ✓        |
| 16 | Южноуральская ГРЭС-1                    | 747                        | АО «Интер РАО — Электрогенерация»             | Челябинская область     | уголь, газ                       | ✓        |
| 17 | Южноуральская ГРЭС-2                    | 844,5                      | АО «Интер РАО — Электрогенерация»             | Челябинская область     | газ                              | ✓        |
| 18 | Челябинская ТЭЦ-1                       | 133,8                      | ПАО «Фортум»                                  | Челябинская область     | газ                              | ✓        |
| 19 | Челябинская ТЭЦ-2                       | 320                        | ПАО «Фортум»                                  | Челябинская область     | газ, каменный уголь, бурый уголь | ✓        |
| 20 | Челябинская ТЭЦ-3                       | 593                        | ПАО «Фортум»                                  | Челябинская область     | газ                              | ✓        |
| 21 | Челябинская ТЭЦ-4                       | 742                        | ПАО «Фортум»                                  | Челябинская область     | газ                              | ✓        |
| 22 | Аргаяшская ТЭЦ                          | 195                        | ПАО «Фортум»                                  | Челябинская область     | уголь, газ                       | ✓        |
| 23 | Магнитогорская ТЭЦ                      | 300                        | ПАО «ММК»                                     | Челябинская область     | уголь, газ                       | ✓        |
| 24 | Магнитогорская ЦЭС                      | 191                        | ПАО «ММК»                                     | Челябинская область     | газ, доменный газ                | ✓        |
| 25 | ПВС-2 ПАО «ММК»                         | 91                         | ПАО «ММК»                                     | Челябинская область     | газ, доменный газ, коксовый газ  | ✓        |
| 26 | ТЭЦ ЧМЗ                                 | 229                        | ООО «Мечел-Энерго»                            | Челябинская область     | газ, уголь                       | ✓        |
| 27 | ТЭЦ УралАЗ                              | 36                         | АО «ЭнСер»                                    | Челябинская область     | газ                              | ✓        |
| 28 | ТЭЦ Магнезит                            | 36                         | ОАО «Комбинат Магнезит»                       | Челябинская область     | газ                              | ✓        |
| 29 | Пермская ГРЭС                           | 3393                       | АО «Интер РАО — Электрогенерация»             | Пермский край           | газ                              | ✓        |
| 30 | Яйвинская ГРЭС                          | 1048                       | ПАО «Юнипро»                                  | Пермский край           | газ                              | ✓        |
| 31 | Березниковская ТЭЦ-2                    | 98                         | ПАО «Т Плюс»                                  | Пермский край           | газ                              | ✓        |
| 32 | Пермская ТЭЦ-6                          | 179,7                      | ПАО «Т Плюс»                                  | Пермский край           | газ                              | ✓        |
| 33 | Пермская ТЭЦ-9                          | 525                        | ПАО «Т Плюс»                                  | Пермский край           | газ                              | ✓        |
| 34 | Пермская ТЭЦ-14                         | 330                        | ПАО «Т Плюс»                                  | Пермский край           | газ                              | ✓        |
| 35 | Чайковская ТЭЦ-18                       | 200                        | ПАО «Т Плюс»                                  | Пермский край           | газ                              | ✓        |
| 36 | Соликамская ТЭЦ-12                      | 144,7                      | АО «Соликамскбумпром»                         | Пермский край           | газ                              | ✓        |
| 37 | ГТУ-ТЭЦ БКПРУ-4 ПАО «Уралкалий»         | 51,6                       | ПАО «Уралкалий»                               | Пермский край           | газ                              | ✓        |
| 38 | ГТУ-ТЭЦ ООО «ЛУКОЙЛ—Пермнефтеоргсинтез» | 200                        | ООО «ЛУКОЙЛ—Пермнефтеоргсинтез»               | Пермский край           | газ                              | ✓        |
| 39 | Затонская ТЭЦ                           | 440                        | ООО «БГК»                                     | Республика Башкортостан | газ                              | ✓        |
| 40 | Кармановская ГРЭС                       | 1831,1                     | ООО «БГК»                                     | Республика Башкортостан | газ                              | ✓        |
| 41 | Уфимская ТЭЦ-1                          | 77,74                      | ООО «БГК»                                     | Республика Башкортостан | газ                              | ✓        |
| 42 | Уфимская ТЭЦ-2                          | 519                        | ООО «БГК»                                     | Республика Башкортостан | газ                              | ✓        |
| 43 | Уфимская ТЭЦ-3                          | 95                         | ООО «БГК»                                     | Республика Башкортостан | газ                              | ✓        |
| 44 | Уфимская ТЭЦ-4                          | 270                        | ООО «БГК»                                     | Республика Башкортостан | газ                              | ✓        |
| 45 | Приуфимская ТЭЦ                         | 210                        | ООО «БГК»                                     | Республика Башкортостан | газ                              | ✓        |
| 46 | Стерлитамакская ТЭЦ                     | 320                        | ООО «БГК»                                     | Республика Башкортостан | газ                              | ✓        |
| 47 | Ново-Стерлитамакская ТЭЦ                | 255                        | ООО «БГК»                                     | Республика Башкортостан | газ                              | ✓        |
| 48 | Салаватская ТЭЦ                         | 180                        | ООО «БГК»                                     | Республика Башкортостан | газ                              | ✓        |
| 49 | Ново-Салаватская ТЭЦ                    | 450                        | ООО «Ново-Салаватская ТЭЦ»                    | Республика Башкортостан | газ                              | ✓        |
| 50 | Ново-Салаватская ПГУ                    | 432                        | ООО «Ново-Салаватская ПГУ»                    | Республика Башкортостан | газ                              | ✓        |
| 51 | Кумертауская ТЭЦ                        | 120                        | АО «Свердловская энергогазовая компания»      | Республика Башкортостан | газ, уголь                       | ✓        |
| 52 | ТЭЦ АО «БСК»                            | 34                         | АО «БСК»                                      | Республика Башкортостан |                                  | ✓        |
| 53 | Ириклинская ГРЭС                        | 2460                       | АО «Интер РАО – Электрогенерация»             | Оренбургская область    | газ                              | ✓        |
| 54 | Орская ТЭЦ-1                            | 195                        | ПАО «Т Плюс»                                  | Оренбургская область    | газ                              | ✓        |
| 55 | Сакмарская ТЭЦ                          | 460                        | ПАО «Т Плюс»                                  | Оренбургская область    | газ                              | ✓        |
| 56 | Каргалинская ТЭЦ                        | 270                        | ПАО «Т Плюс»                                  | Оренбургская область    | газ                              | ✓        |
| 57 | ТЭЦ Уралсталь                           | 172                        | АО «Уральская Сталь»                          | Оренбургская область    | газ, коксовый газ, доменный газ  | ✓        |
| 58 | Кировская ТЭЦ-3                         | 236                        | ПАО «Т Плюс»                                  | Кировская область       | газ                              | ✓        |
| 59 | Кировская ТЭЦ-4                         | 243                        | ПАО «Т Плюс»                                  | Кировская область       | газ, торф, уголь                 | ✓        |
| 60 | Кировская ТЭЦ-5                         | 450                        | ПАО «Т Плюс»                                  | Кировская область       | газ, уголь                       | ✓        |
| 61 | Курганская ТЭЦ                          | 450                        | ПАО «Курганская генерирующая компания»        | Курганская область      | газ, уголь                       | ✓        |
| 62 | Курганская ТЭЦ-2                        | 225,2                      | ООО «Курганская ТЭЦ»                          | Курганская область      | газ                              | ✓        |
| 63 | Ижевская ТЭЦ-1                          | 233,9                      | ПАО «Т Плюс»                                  | Удмуртская Республика   | газ                              | ✓        |
| 64 | Ижевская ТЭЦ-2                          | 390                        | ПАО «Т Плюс»                                  | Удмуртская Республика   | газ, уголь                       | ✓        |
| 65 | Тюменская ТЭЦ-1                         | 681,7                      | ПАО «Фортум»                                  | Тюменская область       | газ                              | ✓        |
| 66 | Тюменская ТЭЦ-2                         | 755                        | ПАО «Фортум»                                  | Тюменская область       | газ                              | ✓        |
| 67 | Тобольская ТЭЦ                          | 665,3                      | ООО «СИБУР Тобольск»                          | Тюменская область       | газ                              | ✓        |
| 68 | Ноябрьская ПГЭ                          | 119,57                     | ООО «Ноябрьская ПГЭ»                          | Ямало-Ненецкий АО       | газ                              | ✓        |
| 69 | ПЭС Уренгой                             | 72                         | ОАО «Передвижная энергетика»                  | Ямало-Ненецкий АО       | газ                              | ✓        |
| 70 | Ямбургская ГТЭС                         | 72                         | ООО «Газпром добыча Ямбург»                   | Ямало-Ненецкий АО       | газ                              | ✓        |
| 71 | Уренгойская ГРЭС                        | 529,7                      | АО «Интер РАО — Электрогенерация»             | Ямало-Ненецкий АО       | газ                              | ✓        |
| 72 | ГТЭС Новоуренгойского ГХК               | 120                        | ООО «Новоуренгойский газохимический комплекс» | Ямало-Ненецкий АО       | газ                              | ✓        |
| 73 | ГТЭС Обдорск                            | 39,4                       | АО «Салехардэнерго»                           | Ямало-Ненецкий АО       | газ                              | ✓        |
| 74 | Сургутская ГРЭС-1                       | 3333                       | ПАО «ОГК-2»                                   | Ханты-Мансийский АО     | газ                              | ✓        |
| 75 | Сургутская ГРЭС-2                       | 5687,1                     | ПАО «Юнипро»                                  | Ханты-Мансийский АО     | газ                              | ✓        |
| 76 | Нижневартовская ГРЭС                    | 2031                       | АО «Нижневартовская ГРЭС»                     | Ханты-Мансийский АО     | газ                              | ✓        |
| 77 | ПЭС Казымская                           | 72                         | ПАО «Передвижная энергетика»                  | Ханты-Мансийский АО     | газ                              | ✓        |
| 78 | Приобская ГТЭС                          | 315                        | ООО «РН — Юганскнефтегаз»                     | Ханты-Мансийский АО     | газ                              | ✓        |
| 79 | Южно-Приобская ГТЭС                     | 96                         | ООО «Газпромнефть — Хантос»                   | Ханты-Мансийский АО     | газ                              | ✓        |
| 80 | ГТЭС-1 Рогожниковского месторождения    | 36                         | ОАО «Сургутнефтегаз»                          | Ханты-Мансийский АО     | газ                              | ✓        |
| 81 | ГТЭС-2 Рогожниковского месторождения    | 36                         | ОАО «Сургутнефтегаз»                          | Ханты-Мансийский АО     | газ                              | ✓        |
| 82 | ГТЭС «Лянторская-2»                     | 36                         | ОАО «Сургутнефтегаз»                          | Ханты-Мансийский АО     | газ                              | ✓        |
| 83 | ГТЭС-2 «Северо-Лабатьюганская»          | 36                         | ОАО «Сургутнефтегаз»                          | Ханты-Мансийский АО     | газ                              | ✓        |
| 84 | ГТЭС «Биттемская»                       | 36                         | ОАО «Сургутнефтегаз»                          | Ханты-Мансийский АО     | газ                              | ✓        |
| 85 | ГТЭС «Лукьявинская»                     | 36                         | ОАО «Сургутнефтегаз»                          | Ханты-Мансийский АО     | газ                              | ✓        |
| 86 | ГТЭС «Юкъяунская»                       | 36                         | ОАО «Сургутнефтегаз»                          | Ханты-Мансийский АО     | газ                              | ✓        |
| 87 | ГТЭС Вачимского месторождения           | 36                         | ОАО «Сургутнефтегаз»                          | Ханты-Мансийский АО     | газ                              | ✓        |
| 88 | ГПЭС Северо-Даниловского месторождения  | 36,24                      | ООО «Лукойл — Западная Сибирь»                | Ханты-Мансийский АО     | газ                              | ✓        |
| 89 | ГТЭС-72 Ватьеганского месторождения     | 72                         | ООО «Лукойл — Западная Сибирь»                | Ханты-Мансийский АО     | газ                              | ✓        |
| 90 | ГТЭС Каменного месторождения            | 48                         | ООО «Лукойл — Западная Сибирь»                | Ханты-Мансийский АО     | газ                              | ✓        |
| 91 | ГТЭС Тевлино-Русскинского месторождения | 48                         | ООО «Лукойл — Западная Сибирь»                | Ханты-Мансийский АО     | газ                              | ✓        |
| 92 | ГТЭС Восточно-Сургутского месторождения | 36                         | ОАО «Сургутнефтегаз»                          | Ханты-Мансийский АО     | газ                              | ✓        |
| 93 | ГТЭС Покачевского месторождения         | 48                         | ООО «Лукойл — Западная Сибирь»                | Ханты-Мансийский АО     | газ                              | ✓        |
| 94 | ГТЭС Повховского месторождения          | 48                         | ООО «Лукойл — Западная Сибирь»                | Ханты-Мансийский АО     | газ                              | ✓        |
| 95 | ГТЭС «Каменная»                         | 72                         | АО «РН-Няганьнефтегаз»                        | Ханты-Мансийский АО     | газ                              | ✓        |
| 96 | ГТЭС «Западно-Салымская»                | 60                         | «Салым Петролеум Девелопмент Н.В.»            | Ханты-Мансийский АО     | газ                              | ✓        |
| 97 | Няганская ГРЭС                          | 1361                       | ПАО «Фортум»                                  | Ханты-Мансийский АО     | газ                              | ✓        |
| 98 | ГТЭС Фёдоровского месторождения         | 36                         | ОАО «Сургутнефтегаз»                          | Ханты-Мансийский АО     | газ                              | ✓        |

1. ↑  Без учёта мощности Ириклинской ГЭС

## ОЭС Северо-Запада
По данным СО ЕЭС суммарная установленная электрическая мощность тепловых электростанций ОЭС Северо-Запада на 1 января 2018 года составляет 15 149,6 МВт или 63,5 % от установленной мощности электростанций ОЭС Северо-Запада.
| №  | Название                       | Установленная мощность, МВт | Собственник                       | Регион                  | Основное топливо                    | Источник |
| -- | ------------------------------ | --------------------------- | --------------------------------- | ----------------------- | ----------------------------------- | -------- |
| 1  | Апатитская ТЭЦ                 | 230                         | ПАО «ТГК-1»                       | Мурманская область      | уголь                               | ✓        |
| 2  | Петрозаводская ТЭЦ             | 280                         | ПАО «ТГК-1»                       | Республика Карелия      | газ                                 | ✓        |
| 3  | ТЭС-1 ОАО «Кондопога»          | 48                          | АО «Кондопожский ЦБК»             | Республика Карелия      | газ                                 | ✓        |
| 4  | ТЭС-2 ОАО «Кондопога»          | 60                          | АО «Кондопожский ЦБК»             | Республика Карелия      | газ                                 | ✓        |
| 5  | Киришская ГРЭС                 | 2595                        | ПАО «ОГК-2»                       | Ленинградская область   | газ                                 | ✓        |
| 6  | Северная ТЭЦ (ТЭЦ-21)          | 500                         | ПАО «ТГК-1»                       | Ленинградская область   | газ                                 | ✓        |
| 7  | Тихвинская ТЭЦ                 | 109,92                      | АО «ТВСЗ»                         | Ленинградская область   | газ                                 | ✓        |
| 8  | ТЭЦ ЗАО «Интэрнешнл Пейпер»    | 98                          | ЗАО «Интернешнл Пейпер»           | Ленинградская область   |                                     | ✓        |
| 9  | ТЭЦ ЗАО «БазэлЦемент-Пикалёво» | 78                          | ЗАО «БазэлЦемент-Пикалёво»        | Ленинградская область   |                                     | ✓        |
| 10 | ТЭЦ ООО «ПГ «Фосфорит»         | 44                          | ООО «ПГ «Фосфорит»                | Ленинградская область   |                                     | ✓        |
| 11 | Центральная ТЭЦ                | 123                         | ПАО «ТГК-1»                       | Санкт-Петербург         | газ                                 | ✓        |
| 12 | Правобережная ТЭЦ (ТЭЦ-5)      | 643                         | ПАО «ТГК-1»                       | Санкт-Петербург         | газ                                 | ✓        |
| 13 | Василеостровская ТЭЦ (ТЭЦ-7)   | 135                         | ПАО «ТГК-1»                       | Санкт-Петербург         | газ                                 | ✓        |
| 14 | Первомайская ТЭЦ (ТЭЦ-14)      | 360                         | ПАО «ТГК-1»                       | Санкт-Петербург         | газ                                 | ✓        |
| 15 | Автовская ТЭЦ (ТЭЦ-15)         | 301                         | ПАО «ТГК-1»                       | Санкт-Петербург         | газ                                 | ✓        |
| 16 | Выборгская ТЭЦ (ТЭЦ-17)        | 250,5                       | ПАО «ТГК-1»                       | Санкт-Петербург         | газ                                 | ✓        |
| 17 | Южная ТЭЦ (ТЭЦ-22)             | 1207                        | ПАО «ТГК-1»                       | Санкт-Петербург         | газ                                 | ✓        |
| 18 | Северо-Западная ТЭЦ            | 900                         | АО «Интер РАО — Электрогенерация» | Санкт-Петербург         | газ                                 | ✓        |
| 19 | Юго-Западная ТЭЦ               | 507,5                       | АО «Юго-Западная ТЭЦ»             | Санкт-Петербург         | газ                                 | ✓        |
| 20 | ТЭЦ ГСР ТЭЦ                    | 124,3                       | АО «ГСР ТЭЦ»                      | Санкт-Петербург         | газ                                 | ✓        |
| 21 | Новгородская ТЭЦ               | 361                         | ПАО «ТГК-2»                       | Новгородская область    | газ                                 | ✓        |
| 22 | ГТ ТЭЦ Лужская                 | 36                          | АО «ГТ Энерго»                    | Новгородская область    | газ                                 | ✓        |
| 23 | Псковская ГРЭС                 | 440                         | ПАО «ОГК-2»                       | Псковская область       | газ                                 | ✓        |
| 24 | Архангельская ТЭЦ              | 450                         | ПАО «ТГК-2»                       | Архангельская область   | газ                                 | ✓        |
| 25 | Северодвинская ТЭЦ-1           | 188,5                       | ПАО «ТГК-2»                       | Архангельская область   | уголь                               | ✓        |
| 26 | Северодвинская ТЭЦ-2           | 410                         | ПАО «ТГК-2»                       | Архангельская область   | газ                                 | ✓        |
| 27 | ТЭС-1 ОАО «Архангельский ЦБК»  | 188                         | АО «Архангельский ЦБК»            | Архангельская область   | уголь, древесина                    | ✓        |
| 28 | ТЭС-3 ОАО «Архангельский ЦБК»  | 30                          | АО «Архангельский ЦБК»            | Архангельская область   | щёлок                               | ✓        |
| 29 | ТЭЦ ПЛ «Энергетика»            | 305                         | АО «Группа «ИЛИМ»                 | Архангельская область   | газ                                 | ✓        |
| 30 | ТЭС-2 ЭнТЭС ПЛ «Энергетика»    | 30                          | АО «Группа «ИЛИМ»                 | Архангельская область   | кора и древесные отходы, газ, щёлок | ✓        |
| 31 | Сосногорская ТЭЦ               | 377                         | ПАО «Т Плюс»                      | Республика Коми         | газ                                 | ✓        |
| 32 | Печорская ГРЭС                 | 1060                        | АО «Интер РАО — Электрогенерация» | Республика Коми         | газ                                 | ✓        |
| 33 | Воркутинская ТЭЦ-2             | 270                         | ООО «Воркутинские ТЭЦ»            | Республика Коми         | уголь                               | ✓        |
| 34 | Усинская ТЭЦ                   | 100                         | ООО «ЛУКОЙЛ-Коми»                 | Республика Коми         | газ                                 | ✓        |
| 35 | Ярегская ТЭЦ                   | 75                          | ООО «ЛУКОЙЛ-Коми»                 | Республика Коми         | газ                                 | ✓        |
| 36 | ТЭЦ СЛПК                       | 529                         | АО «Сыктывкарский ЛПК»            | Республика Коми         | газ, щёлок                          | ✓        |
| 37 | Маяковская ТЭС                 | 160,26                      | АО «Интер РАО – Электрогенерация» | Калининградская область | газ                                 | ✓        |
| 38 | Талаховская ТЭС                | 161,1                       | АО «Интер РАО – Электрогенерация» | Калининградская область | газ                                 | ✓        |
| 39 | Калининградская ТЭЦ-2          | 900                         | АО «Интер РАО – Электрогенерация» | Калининградская область | газ                                 | ✓        |
| 40 | Прегольская ТЭС                | 463                         | АО «Интер РАО – Электрогенерация» | Калининградская область | газ                                 | ✓        |
| 41 | Приморская ТЭС                 | 195                         | АО «Интер РАО – Электрогенерация» | Калининградская область | уголь                               | ✓        |

## ОЭС Юга
По данным СО ЕЭС суммарная установленная электрическая мощность тепловых электростанций ОЭС Юга на 1 января 2018 года составляет 12 179,5 МВт или 56,55 % от установленной мощности электростанций ОЭС Юга.
| №  | Название                    | Установленная мощность, МВт | Собственник                           | Регион                | Основное топливо | Источник |
| -- | --------------------------- | --------------------------- | ------------------------------------- | --------------------- | ---------------- | -------- |
| 1  | Ставропольская ГРЭС         | 2423                        | ПАО «ОГК-2»                           | Ставропольский край   | газ              | ✓        |
| 2  | Невинномысская ГРЭС         | 1530,2                      | ПАО «Энел Россия»                     | Ставропольский край   | газ              | ✓        |
| 3  | Будённовская ТЭС            | 153                         | ООО «ЛУКОЙЛ – Ставропольэнерго»       | Ставропольский край   | газ              | ✓        |
| 4  | Новочеркасская ГРЭС         | 2258                        | ПАО ОГК-2                             | Ростовская область    | газ, уголь       | ✓        |
| 5  | Шахтинская ГТЭС             | 96,9                        | ООО «Группа Мегаполис»                | Ростовская область    | газ              | ✓        |
| 6  | Волгодонская ТЭЦ-2          | 360                         | ООО «Волгодонская тепловая генерация» | Ростовская область    | газ              | ✓        |
| 7  | Ростовская ТЭЦ-2            | 200                         | ООО «ЛУКОЙЛ – Ростовэнерго»           | Ростовская область    | газ              | ✓        |
| 8  | Краснодарская ТЭЦ           | 1025                        | ООО «ЛУКОЙЛ – Кубаньэнерго»           | Краснодарский край    | газ              | ✓        |
| 9  | Сочинская ТЭС               | 160,5                       | АО «Интер РАО – Электрогенерация»     | Краснодарский край    | газ              | ✓        |
| 10 | Ударная ТЭС                 | 560                         | СО «ЕЭС»                              | Краснодарский край    | газ              | ✓        |
| 11 | Волжская ТЭЦ-1              | 497                         | ООО «Тепловая генерация г.Волжского»  | Волгоградская область | газ              | ✓        |
| 12 | Волжская ТЭЦ-2              | 240                         | ООО «Тепловая генерация г.Волжского»  | Волгоградская область | газ              | ✓        |
| 13 | Волгоградская ТЭЦ-2         | 225                         | ООО «ЛУКОЙЛ — Волгоградэнерго»        | Волгоградская область | газ              | ✓        |
| 14 | Волгоградская ТЭЦ-3         | 236                         | ООО «ЛУКОЙЛ — Волгоградэнерго»        | Волгоградская область | газ              | ✓        |
| 15 | Камышинская ТЭЦ             | 61                          | ООО «Камышинская ТЭЦ»                 | Волгоградская область | газ              | ✓        |
| 16 | Астраханская ПГУ-110 (ГРЭС) | 121                         | ООО «ЛУКОЙЛ — Астраханьэнерго»        | Астраханская область  | газ              | ✓        |
| 17 | Астраханская ПГУ-235        | 235                         | ООО «ЛУКОЙЛ — Астраханьэнерго»        | Астраханская область  | газ              | ✓        |
| 18 | Астраханская ТЭЦ-2          | 380                         | ООО «ЛУКОЙЛ — Астраханьэнерго»        | Астраханская область  | газ              | ✓        |
| 19 | Адлерская ТЭС               | 367                         | ПАО «ОГК-2»                           | Краснодарский край    | газ              | ✓        |
| 20 | Джубгинская ТЭС             | 198                         | АО «Интер РАО – Электрогенерация»     | Краснодарский край    | газ              | ✓        |
| 21 | Грозненская ТЭС             | 360                         | ПАО «ОГК-2»                           | Чеченская Республика  | газ              | ✓        |

### Энергосистема Республики Крым
Бо́льшая часть Крымского полуострова с 2014 года является объектом территориальных разногласий между Россией, контролирующей спорную территорию, и Украиной. Согласно федеративному устройству России, на территории Крыма располагаются субъекты Российской Федерации — Республика Крым и город федерального значения Севастополь. Согласно административному делению Украины, на территории Крыма располагаются регионы Украины — Автономная Республика Крым и город со специальным статусом Севастополь. Северная часть Арабатской стрелки относится к Херсонской области Украины. Аннексия Крыма Российской Федерацией не получило международного признания.
| № | Название               | Установленная мощность, МВт | Собственник                | Регион          | Основное топливо | Источник |
| - | ---------------------- | --------------------------- | -------------------------- | --------------- | ---------------- | -------- |
| 1 | Западно-Крымская МГТЭС | 131,8                       | АО «Мобильные ГТЭС»        | Республика Крым | газ              | ✓        |
| 2 | Севастопольская МГТЭС  | 129,3                       | АО «Мобильные ГТЭС»        | Севастополь     | газ              | ✓        |
| 3 | Симферопольская МГТЭС  | 135                         | АО «Мобильные ГТЭС»        | Республика Крым | газ              | ✓        |
| 4 | Севастопольская ТЭЦ    | 34,5                        | ООО «СГС ПЛЮС»             | Севастополь     | газ              | ✓        |
| 5 | Камыш-Бурунская ТЭЦ    | 30                          | АО «КРЫМ ТЭЦ»              | Республика Крым | газ              | ✓        |
| 6 | Симферопольская ТЭЦ    | 86                          | АО «КРЫМ ТЭЦ»              | Республика Крым | газ              | ✓        |
| 7 | Сакская ТЭЦ            | 149,4                       | АО «КРЫМ ТЭЦ»              | Республика Крым | газ              | ✓        |
| 8 | Таврическая ТЭС        | 470                         | ООО «ВО «Технопромэкспорт» | Республика Крым | газ              | ✓        |
| 9 | Балаклавская ТЭС       | 470                         | ООО «ВО «Технопромэкспорт» | Севастополь     | газ              | ✓        |

1. 1 2 3  Установки размещены до конца 2020 года[59].

## ОЭС Сибири
По данным СО ЕЭС суммарная установленная электрическая мощность тепловых электростанций ОЭС Сибири на 1 января 2018 года составляет 26 569,6 МВт или 51,2 % от установленной мощности электростанций ОЭС Сибири.
| №  | Название                                        | Установленная мощность, МВт | Собственник                                    | Регион                | Основное топливо                       | Источник |
| -- | ----------------------------------------------- | --------------------------- | ---------------------------------------------- | --------------------- | -------------------------------------- | -------- |
| 1  | Абаканская ТЭЦ                                  | 406                         | АО «Енисейская ТГК (ТГК-13)»                   | Республика Хакасия    | уголь                                  | ✓        |
| 2  | Барнаульская ГТ-ТЭЦ                             | 36                          | АО «ГТ Энерго»                                 | Алтайский край        | газ                                    | ✓        |
| 3  | Барнаульская ТЭЦ-2                              | 275                         | АО «Барнаульская генерация»                    | Алтайский край        | уголь, газ                             | ✓        |
| 4  | Барнаульская ТЭЦ-3                              | 445                         | АО «Барнаульская ТЭЦ-3»                        | Алтайский край        | уголь                                  | ✓        |
| 5  | ТЭЦ Алтай-кокс                                  | 200                         | ОАО «Алтай-Кокс»                               | Алтайский край        | коксовый газ                           | ✓        |
| 6  | Бийская ТЭЦ                                     | 509,9                       | АО «Бийскэнерго»                               | Алтайский край        | уголь                                  | ✓        |
| 7  | Гусиноозёрская ГРЭС                             | 1244                        | АО «Интер РАО — Электрогенерация»              | Республика Бурятия    | уголь                                  | ✓        |
| 8  | ТЭЦ Селенгинского ЦКК                           | 36                          | АО Селенгинский ЦКК                            | Республика Бурятия    | уголь                                  | ✓        |
| 9  | Улан-Удэнская ТЭЦ-1                             | 148,77                      | ПАО «ТГК-14»                                   | Республика Бурятия    | уголь                                  | ✓        |
| 10 | Участок №1 Иркутской ТЭЦ-9 (ТЭЦ-1)              | 25                          | ПАО «Иркутскэнерго»                            | Иркутская область     | уголь                                  | ✓        |
| 11 | Иркутская ТЭЦ-6                                 | 270                         | ПАО «Иркутскэнерго»                            | Иркутская область     | уголь                                  | ✓        |
| 12 | Иркутская ТЭЦ-9                                 | 540                         | ПАО «Иркутскэнерго»                            | Иркутская область     | уголь                                  | ✓        |
| 13 | Иркутская ТЭЦ-10                                | 1110                        | ПАО «Иркутскэнерго»                            | Иркутская область     | уголь                                  | ✓        |
| 14 | Иркутская ТЭЦ-11                                | 350,3                       | ПАО «Иркутскэнерго»                            | Иркутская область     | уголь                                  | ✓        |
| 15 | Ново-Иркутская ТЭЦ                              | 708                         | ПАО «Иркутскэнерго»                            | Иркутская область     | уголь                                  | ✓        |
| 16 | Усть-Илимская ТЭЦ                               | 515                         | ПАО «Иркутскэнерго»                            | Иркутская область     | уголь                                  | ✓        |
| 17 | Ново-Зиминская ТЭЦ                              | 260                         | ПАО «Иркутскэнерго»                            | Иркутская область     | уголь                                  | ✓        |
| 18 | ТЭС-2, ТЭС-3 Братского филиала АО «Группа Илим» | 113                         | АО «Группа Илим»                               | Иркутская область     | кородревесные отходы, сульфатный щёлок | ✓        |
| 19 | ТЭС Усть-Илимского филиала АО «Группа Илим»     | 44,4                        | АО «Группа Илим»                               | Иркутская область     | отходы производства целлюлозы          | ✓        |
| 20 | Новокузнецкая ГТЭС                              | 297,44                      | ООО «Сибирская генерирующая компания»          | Кемеровская область   | газ                                    | ✓        |
| 21 | Западно-Сибирская ТЭЦ                           | 600                         | АО "ЕВРАЗ ЗСМК"                                | Кемеровская область   | уголь, коксовый и доменный газ         | ✓        |
| 22 | Беловская ГРЭС                                  | 1260                        | ООО «Сибирская генерирующая компания»          | Кемеровская область   | уголь                                  | ✓        |
| 23 | Кемеровская ГРЭС                                | 485                         | ООО «Сибирская генерирующая компания»          | Кемеровская область   | уголь                                  | ✓        |
| 24 | Кемеровская ТЭЦ                                 | 80                          | ООО «Сибирская генерирующая компания»          | Кемеровская область   | уголь                                  | ✓        |
| 25 | Кузнецкая ТЭЦ                                   | 108                         | ООО «Сибирская генерирующая компания»          | Кемеровская область   | уголь                                  | ✓        |
| 26 | Ново-Кемеровская ТЭЦ                            | 580                         | ООО «Сибирская генерирующая компания»          | Кемеровская область   | уголь                                  | ✓        |
| 27 | Южно-Кузбасская ГРЭС                            | 554                         | ПАО «Южно-Кузбасская ГРЭС»                     | Кемеровская область   | уголь                                  | ✓        |
| 28 | Томь-Усинская ГРЭС                              | 1345,4                      | ООО «Сибирская генерирующая компания»          | Кемеровская область   | уголь                                  | ✓        |
| 29 | Юргинская ТЭЦ                                   | 91                          | ООО «Юргинский машиностроительный завод»       | Кемеровская область   | уголь,газ                              | ✓        |
| 30 | ТЭЦ КМК                                         | 71                          | АО «ЕВРАЗ ЗСМК»                                | Кемеровская область   | уголь                                  | ✓        |
| 31 | Берёзовская ГРЭС                                | 2420                        | ПАО «Юнипро»                                   | Красноярский край     | уголь                                  | ✓        |
| 32 | Красноярская ГРЭС-2                             | 1274                        | ООО «Сибирская генерирующая компания»          | Красноярский край     | уголь                                  | ✓        |
| 33 | Красноярская ТЭЦ-1                              | 481                         | АО «Красноярская ТЭЦ-1»                        | Красноярский край     | уголь                                  | ✓        |
| 34 | Красноярская ТЭЦ-2                              | 465                         | ООО «Сибирская генерирующая компания»          | Красноярский край     | уголь                                  | ✓        |
| 35 | Красноярская ТЭЦ-3                              | 208                         | ООО «Сибирская генерирующая компания»          | Красноярский край     | уголь                                  | ✓        |
| 36 | Минусинская ТЭЦ                                 | 85                          | АО «Енисейская ТГК (ТГК-13)»                   | Красноярский край     | уголь                                  | ✓        |
| 37 | Назаровская ГРЭС                                | 1373                        | АО «Назаровская ГРЭС»                          | Красноярский край     | уголь                                  | ✓        |
| 38 | ТЭЦ АО «РУСАЛ-Ачинск»                           | 320                         | АО «РУСАЛ-Ачинск»                              | Красноярский край     | уголь                                  | ✓        |
| 39 | Ванкорская ГТЭС                                 | 206,4                       | ООО «РН-Ванкор»                                | Красноярский край     | попутный нефтяной газ                  | ✓        |
| 40 | Полярная ГТЭС                                   | 152                         | ООО «РН-Ванкор»                                | Красноярский край     | попутный нефтяной газ                  | ✓        |
| 41 | Барабинская ТЭЦ                                 | 97                          | АО «СИБЭКО»                                    | Новосибирская область | уголь                                  | ✓        |
| 42 | Новосибирская ТЭЦ-2                             | 345                         | АО «СИБЭКО»                                    | Новосибирская область | уголь                                  | ✓        |
| 43 | Новосибирская ТЭЦ-3                             | 496,5                       | АО «СИБЭКО»                                    | Новосибирская область | уголь                                  | ✓        |
| 44 | Новосибирская ТЭЦ-4                             | 378,5                       | АО «СИБЭКО»                                    | Новосибирская область | уголь                                  | ✓        |
| 45 | Новосибирская ТЭЦ-5                             | 1200                        | АО «СИБЭКО»                                    | Новосибирская область | уголь                                  | ✓        |
| 46 | Омская ТЭЦ-3                                    | 445,2                       | АО «ТГК-11»                                    | Омская область        | газ                                    | ✓        |
| 47 | Омская ТЭЦ-4                                    | 385                         | АО «ТГК-11»                                    | Омская область        | уголь                                  | ✓        |
| 48 | Омская ТЭЦ-5                                    | 735                         | АО «ТГК-11»                                    | Омская область        | уголь                                  | ✓        |
| 49 | Томская ГРЭС-2                                  | 331                         | АО «Томская генерация»                         | Томская область       | газ, уголь                             | ✓        |
| 50 | Томская ТЭЦ-3                                   | 140                         | АО «Томская генерация»                         | Томская область       | газ                                    | ✓        |
| 51 | Северская ТЭЦ                                   | 449                         | АО «Объединённая теплоэнергетическая компания» | Томская область       | газ, уголь                             | ✓        |
| 52 | Краснокаменская ТЭЦ                             | 410                         | АО «Объединённая теплоэнергетическая компания» | Забайкальский край    | уголь                                  | ✓        |
| 53 | Харанорская ГРЭС                                | 665                         | АО «Томская генерация»                         | Забайкальский край    | бурый уголь                            | ✓        |
| 54 | Читинская ТЭЦ-1                                 | 452,8                       | ПАО «ТГК-14»                                   | Забайкальский край    | уголь                                  | ✓        |

## ОЭС Востока
По данным СО ЕЭС суммарная установленная электрическая мощность тепловых электростанций ОЭС Востока на 1 января 2018 года составляет 5 841,5 МВт или 61,5 % от установленной мощности электростанций ОЭС Востока.
| №  | Название               | Установленная мощность, МВт | Собственник                | Регион                   | Основное топливо | Источник |
| -- | ---------------------- | --------------------------- | -------------------------- | ------------------------ | ---------------- | -------- |
| 1  | Благовещенская ТЭЦ     | 404                         | АО «ДГК»                   | Амурская область         | уголь            | ✓        |
| 2  | Райчихинская ГРЭС      | 83                          | АО «ДГК»                   | Амурская область         | уголь            | ✓        |
| 3  | Свободненская ТЭС      | 160                         | ПАО «ОГК-2»                | Амурская область         | газ              | ✓        |
| 4  | Приморская ГРЭС        | 1467                        | АО «СУЭК»                  | Приморский край          | уголь            | ✓        |
| 5  | Владивостокская ТЭЦ-2  | 497                         | АО «ДГК»                   | Приморский край          | газ, уголь       | ✓        |
| 6  | Артёмовская ТЭЦ        | 400                         | АО «ДГК»                   | Приморский край          | уголь            | ✓        |
| 7  | Партизанская ГРЭС      | 203                         | АО «ДГК»                   | Приморский край          | уголь            | ✓        |
| 8  | ТЭЦ «Восточная»        | 139,5                       | АО «ДГК»                   | Приморский край          | газ              | ✓        |
| 9  | Мини-ТЭЦ «Центральная» | 33                          | АО «ДВЭУК — ГенерацияСети» | Приморский край          | газ              | ✓        |
| 10 | Хабаровская ТЭЦ-1      | 435                         | АО «ДГК»                   | Хабаровский край         | газ, уголь       | ✓        |
| 11 | Хабаровская ТЭЦ-3      | 720                         | АО «ДГК»                   | Хабаровский край         | газ, уголь       | ✓        |
| 12 | Амурская ТЭЦ           | 285                         | АО «ДГК»                   | Хабаровский край         | газ, уголь       | ✓        |
| 13 | Комсомольская ТЭЦ-1    | 15                          | АО «ДГК»                   | Хабаровский край         | газ              | ✓        |
| 14 | Комсомольская ТЭЦ-2    | 197,5                       | АО «ДГК»                   | Хабаровский край         | газ, уголь       | ✓        |
| 15 | Комсомольская ТЭЦ-3    | 360                         | АО «ДГК»                   | Хабаровский край         | газ              | ✓        |
| 16 | Совгаванская ТЭЦ       | 126                         | АО «ДГК»                   | Хабаровский край         | уголь            | ✓        |
| 17 | Нерюнгринская ГРЭС     | 570                         | АО «ДГК»                   | Республика Саха (Якутия) | уголь            | ✓        |
| 18 | Талаканская ГТЭС       | 135                         | ОАО «Сургутнефтегаз»       | Республика Саха (Якутия) | газ              | ✓        |
| 19 | Чульманская ТЭЦ        | 24                          | АО «ДГК»                   | Республика Саха (Якутия) | уголь            | ✓        |
| 20 | Якутская ГРЭС          | 170,087                     | ПАО «Якутскэнерго»         | Республика Саха (Якутия) | газ              | ✓        |
| 21 | Якутская ГРЭС-2        | 164,032                     | ПАО «РусГидро»             | Республика Саха (Якутия) | газ              | ✓        |

1. ↑  После демонтажа оборудования в 2018-2020 годах

## Изолированные энергосистемы
| №  | Название                                         | Установленная мощность, МВт | Собственник                                    | Регион              | Основное топливо         | Источник |
| -- | ------------------------------------------------ | --------------------------- | ---------------------------------------------- | ------------------- | ------------------------ | -------- |
| 1  | Нарьян-Марская электростанция                    | 38,15                       | ГУП НАО «Нарьян-Марская электростанция»        | Ненецкий АО         | газ, дизельное топливо   | ✓        |
| 2  | Норильская ТЭЦ-1                                 | 370                         | АО «НТЭК»                                      | Красноярский край   | газ                      | ✓        |
| 3  | Норильская ТЭЦ-2                                 | 425                         | АО «НТЭК»                                      | Красноярский край   | газ, дизельное топливо   | ✓        |
| 4  | Норильская ТЭЦ-3                                 | 440                         | АО «НТЭК»                                      | Красноярский край   | газ                      | ✓        |
| 5  | Николаевская ТЭЦ                                 | 130,6                       | АО «ДГК»                                       | Хабаровский край    | газ, мазут               | ✓        |
| 6  | ПЭС Лабытнанги                                   | 66                          | ПАО «Передвижная энергетика»                   | Ямало-Ненецкий АО   | газ                      | ✓        |
| 7  | ГТЭС-25 м/р Бованенковское                       | 25                          | ООО «Газпром добыча Надым»                     | Ямало-Ненецкий АО   | газ                      | ✓        |
| 8  | ГТЭС-36 м/р Бованенковское                       | 36                          | ООО «Газпром добыча Надым»                     | Ямало-Ненецкий АО   | газ                      | ✓        |
| 9  | Тарасовская газопоршневая электростанция (ТГПЭС) | 52,38                       | ООО «РН-Пурнефтегаз»                           | Ямало-Ненецкий АО   | газ                      | ✓        |
| 10 | ТЭЦ Ямал СПГ                                     | 379                         | ОАО «Ямал СПГ»                                 | Ямало-Ненецкий АО   | газ                      | ✓        |
| 11 | Сахалинская ГРЭС-2                               | 120                         | ПАО «Русгидро»                                 | Сахалинская область | уголь                    | ✓        |
| 12 | Южно-Сахалинская ТЭЦ-1                           | 455,26                      | ПАО «Сахалинэнерго»                            | Сахалинская область | газ                      | ✓        |
| 13 | Ногликская ГЭС                                   | 48                          | ОАО «Ногликская газовая электрическая станция» | Сахалинская область | газ                      | ✓        |
| 14 | Охинская ТЭЦ                                     | 99                          | АО «Охинская ТЭЦ»                              | Сахалинская область | газ                      | ✓        |
| 15 | Камчатская ТЭЦ-1                                 | 204                         | ПАО «Камчатскэнерго»                           | Камчатский край     | газ                      | ✓        |
| 16 | Камчатская ТЭЦ-2                                 | 160                         | ПАО «Камчатскэнерго»                           | Камчатский край     | газ                      | ✓        |
| 17 | Аркагалинская ГРЭС                               | 224                         | ПАО «Магаданэнерго»                            | Магаданская область | уголь                    | ✓        |
| 18 | Магаданская ТЭЦ                                  | 96                          | ПАО «Магаданэнерго»                            | Магаданская область | уголь, дизельное топливо | ✓        |
| 19 | Анадырская ТЭЦ                                   | 50                          | Чукотэнерго                                    | Чукотский АО        | газ                      | ✓        |
| 20 | Анадырская ГМТЭЦ                                 | 28,7                        | Чукотэнерго                                    | Чукотский АО        | газ                      | ✓        |
| 21 | Чаунская ТЭЦ                                     | 30                          | Чукотэнерго                                    | Чукотский АО        | уголь                    | ✓        |
| 22 | Эгвекинотская ГРЭС                               | 30                          | Чукотэнерго                                    | Чукотский АО        | уголь                    | ✓        |
| 23 | Байконурская ТЭЦ                                 | 48                          | ГУП «ПЭО „Байконурэнерго“»                     | Байконур            | мазут                    | ✓        |

1. ↑  Работает в изолированном Нарьян-Марском энергорайоне.
2. 1 2 3  Норильско-Таймырский энергорайон Красноярского края, работающий изолированно от ЕЭС России.
3. ↑  Работает в изолированном Николаевском энергорайоне.
4. ↑  Энергорайон г. Лабытнанги, работающий изолированно от ЕЭС России.
5. 1 2 3 4  Автономные источники электроснабжения промышленных предприятий, работающие изолированно от ЕЭС России.
6. 1 2 3 4  Сахалинский энергорайон, работающий изолированно от ЕЭС России.
7. 1 2  Камчатский энергоузел, работающий изолированно от ЕЭС России.
8. 1 2  Центральный энергорайон Магаданской области, работающий изолированно от ЕЭС России.
9. ↑  Включая дизельную электростанцию мощностью 21 МВт (находится в резерве)
10. 1 2  Анадырский энергоузел, работающий изолированно от ЕЭС России.
11. ↑  Чаун-Билибинский энергоузел, работающий изолированно от ЕЭС России.
12. ↑  Эгвекинотский энергоузел, работающий изолированно от ЕЭС России.
13. ↑  Казахстанский город республиканского значения Байконур, до 2050 года арендуется Российской Федерацией и на этот период в отношениях с ней наделён статусом, соответствующим городу федерального значения Российской Федерации